# Иванково (Нерехтский район)
Иванково — деревня в Нерехтском районе Костромской области. Входит в состав Волжского сельского поселения.

## География
Находится в юго-западной части Костромской области на расстоянии приблизительно 31 км на восток по прямой от районного центра города Нерехта в 3 км на запад от города Волгореченск.

## История
Деревня известна с 1872 года, когда здесь было учтено 16 дворов, в 1907 году отмечен был 41 двор.

## Население
Постоянное население составляло 155 человек (1872 год), 137 (1897), 204 (1907), 49 в 2002 году (русские 91 %), 31 в 2022.